# Aksakovo
Aksakovo là một thị trấn thuộc tỉnh Varna, Bungaria. Dân số thời điểm năm 2011 là 7839 người.

## Dân số
Dân số trong giai đoạn 2004-2011 được ghi nhận như sau:
| Năm | 2004 | 2005 | 2006 | 2007 | 2008 | 2009 | 2010 | 2011 |
| --- | ---- | ---- | ---- | ---- | ---- | ---- | ---- | ---- |
| Dân số | 7598 | 7616 | 7632 | 7638 | 7787 | 7897 | 7978 | 7839 |
| From the year 1962 on: No double counting—residents of multiple communes (e.g. students and military personnel) are counted only once. |      |      |      |      |      |      |      |      |